# Celownik optyczny

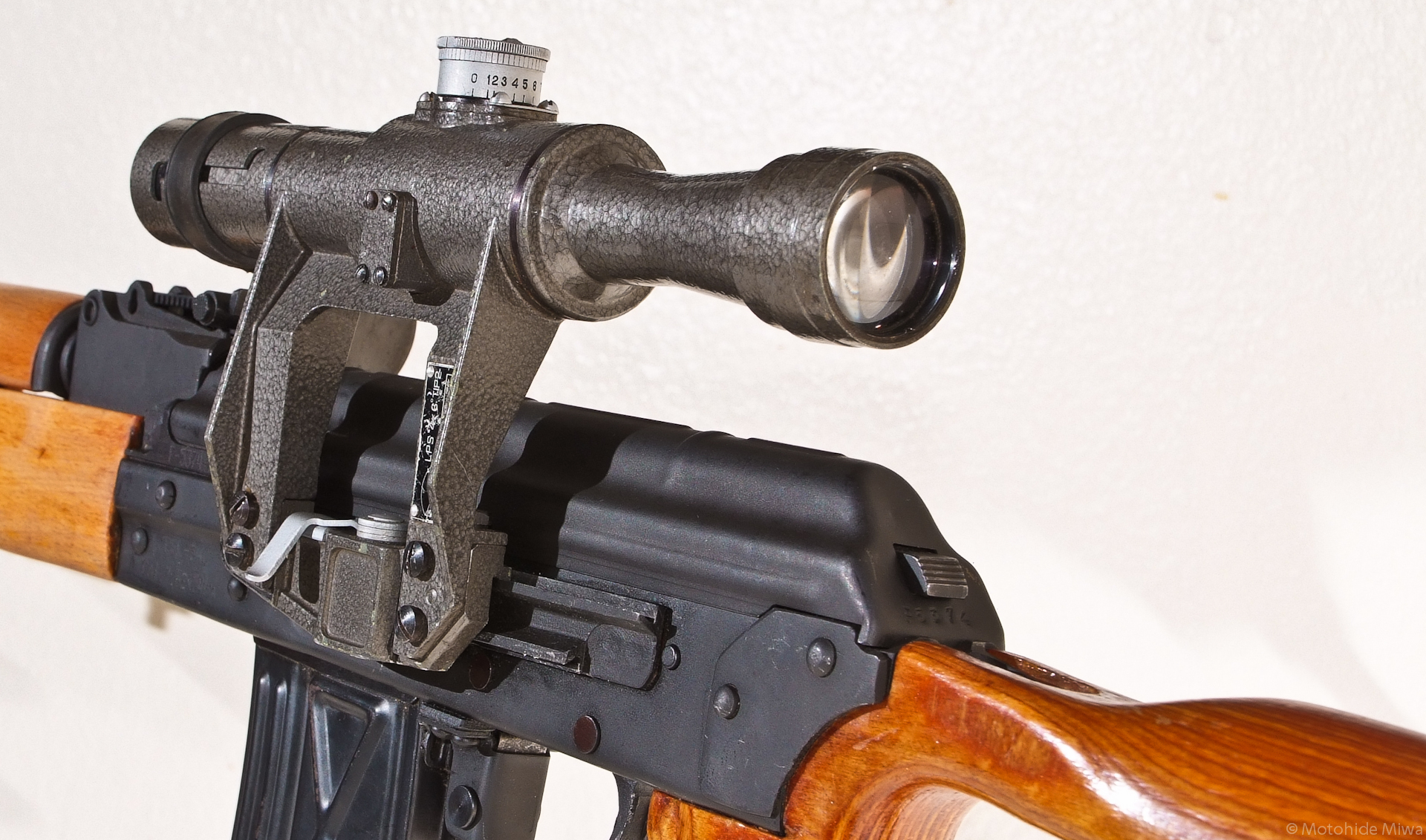
Karabin wyborowy PSL wyposażony w celownik optyczny

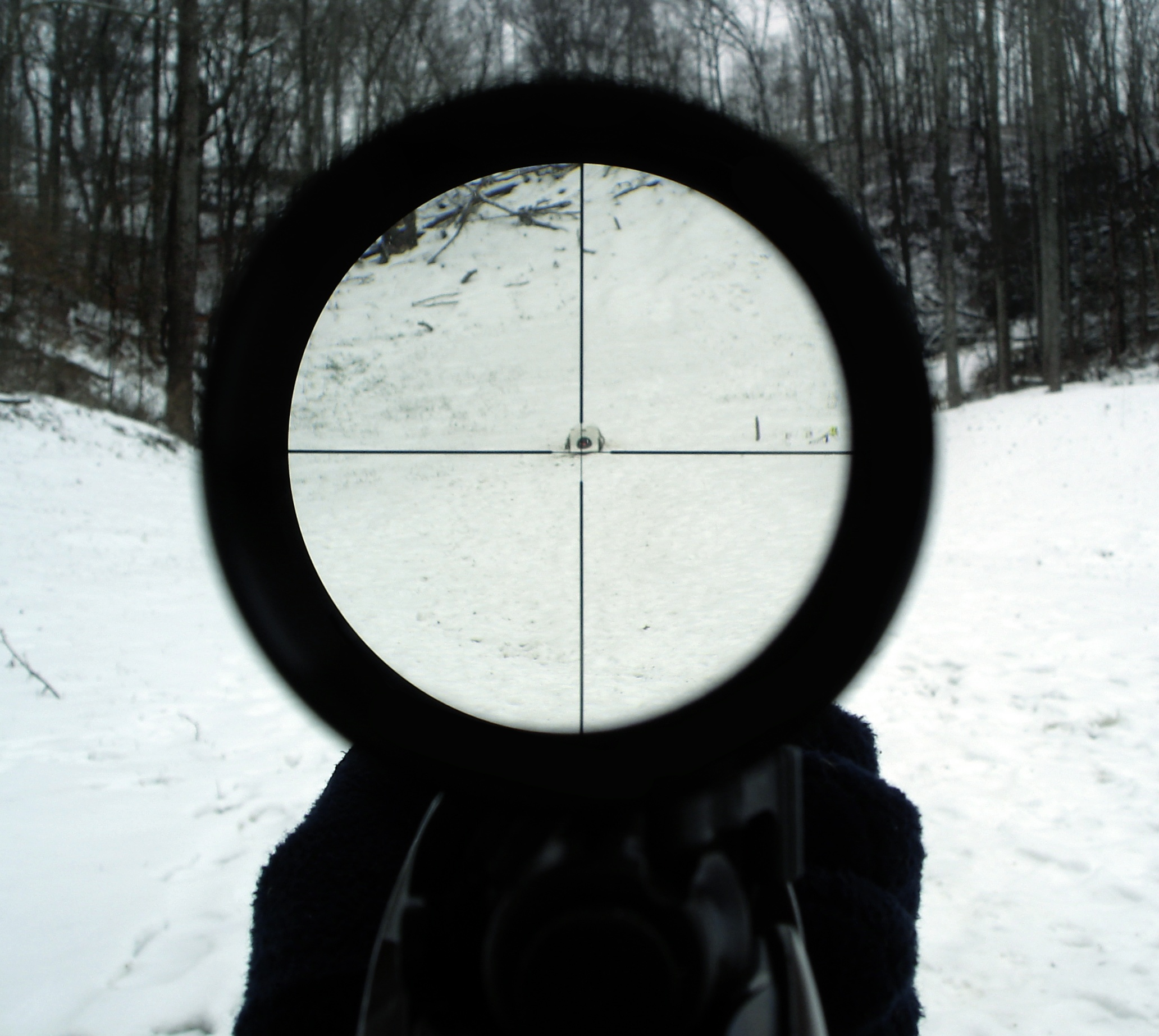
Widok przez celownik optyczny o powiększeniu 4x

Przykłady różnych siatek celowniczych

Celownik optyczny – teleskop optyczny wyposażony w siatkę celowniczą, pełniący rolę celownika.
Celownik składa się z obiektywu, okularu oraz systemu odwracającego. W płaszczyźnie powstawania obrazu umieszczona jest siatka celownicza, która niekiedy wyposażana jest w dodatkowe podziałki umożliwiające poprawki boczne, lub pełniące funkcję uproszczonego dalmierza. Proste celowniki optyczne pozbawione są możliwości regulacji, bardziej zaawansowane wyposażone są w pokrętła umożliwiające zmianę położenia siatki celowniczej (regulacja w pionie i poziomie) oraz powiększenia.

## Historia
Pierwsze celowniki optyczne pojawiły się pod koniec XIX wieku, ale ze względu na wysoką cenę, duże gabaryty oraz podatność na uszkodzenia były rzadko stosowane. Na większą skalę zaczęto je wykorzystywać podczas I wojny światowej, montując je na karabinach strzelców wyborowych, jednak jeszcze pod koniec lat 30 XX wieku duża część z nich posługiwała się jeszcze bronią wyposażoną w celowniki mechaniczne.
W czasie II wojny światowej celowniki optyczne stały się standardowym elementem karabinów wyborowych. Obniżenie kosztów produkcji optyki spowodowało, że w latach 70 XX w. rozpoczął się proces zastępowania celowników mechanicznych, celownikami optycznymi również w podstawowej wojskowej broni długiej (np. w karabinach automatycznych). Jako pierwsza, na powszechne wyposażenie żołnierzy w celowniki optyczne zdecydowała się Austria, wprowadzając na uzbrojenie karabin automatyczny AUG-77 w którym standardowo montowano optykę, umieszczając ją w chwycie transportowym. Obecnie w większości nowoczesnych armii celowniki optyczne (lub konkurencyjne dla nich celowniki kolimatorowe) są celownikami podstawowymi, a uproszczone celowniki mechaniczne stanowią jedynie rezerwę na wypadek uszkodzenia celownika podstawowego.